# Soo Line High Bridge
Die Soo Line High Bridge (auch Arcola High Bridge) ist eine eingleisige Eisenbahnbrücke über den Saint Croix River. Die Flussquerung befindet sich auf einem über 200 Kilometer langen Flussabschnitt, der die Grenze zwischen den Bundesstaaten Wisconsin und Minnesota bildet. Sie liegt etwa zwei Kilometer östlich der kleinen Gemeinde Arcola in Minnesota und fünf Kilometer westlich der Stadt Somerset in Wisconsin. Die Fachwerk-Bogenbrücke wurde bis 1911 von der Minneapolis, St. Paul and Sault Ste. Marie Railway (Soo Line) errichtet und ersetzte eine Brücke der Wisconsin Central Railway aus dem Jahre 1884. Die Brücke ist nach wie vor Teil einer Eisenbahnverbindung zwischen den Twin-Cities und Chicago, die nach mehreren Fusionen und Übernahmen seit 2001 Bestandteil des Netzes der Canadian National Railway ist. Im Jahr 1977 wurde die 817 Meter lange und bis zu 55 Meter hohe Stahlbrücke durch Aufnahme ins National Register of Historic Places unter Denkmalschutz gestellt.

## Geschichte

### Erste Eisenbahngesellschaften in Wisconsin Ende des 19. Jahrhunderts
| Saint Croix River |

| Mississippi River |

| Soo Line High Bridge |

| Milwaukee |

| Saint Paul |

| Ashland |

| Chippewa Falls |

| Abbotsford |

| Neenah |

| Wisconsin |

Die erste Eisenbahnstrecke in der noch teils unerschlossenen und stark bewaldeten Nordhälfte von Wisconsin entstand 1871–1877 durch die Wisconsin Central Railroad von Neenah nach Ashland. In den 1880er Jahren dehnte die Eisenbahngesellschaft ihr Netz nach Westen bis Saint Paul (1884) und nach Süden bis Chicago (1886) aus. In den 1890er Jahren pachtete die Northern Pacific Railway (NP) das Eisenbahnnetz für 99 Jahre, wodurch sie ihre 1883 fertiggestellte nördliche transkontinentale Verbindung zwischen dem Puget Sound und dem Oberen See nach Chicago erweitern konnte. In der zweiten Phase der Großen Depression von 1873–1896 musste die NP aufgrund der eigenen Insolvenz die Wisconsin Central aufgeben, die schließlich 1897 als Wisconsin Central Railway reorganisiert wurde. Im Jahr 1908 wurde die Eisenbahngesellschaft an die Minneapolis, St. Paul and Sault Ste. Marie Railway (Soo Line) verpachtet, die die an Bedeutung gewinnende Ost-West-Verbindung zwischen Chicago und Saint Paul ausbaute. Diese zweigte von der ursprünglichen Hauptstrecke zum Oberen See bei Abbotsford nach Westen ab und verlief über Chippewa Falls zum Saint Croix River in der Nähe von Somerset. Hier querte sie den Fluss über eine 25 Jahre alte Brücke, die das zunehmende Verkehrsaufkommen und die gestiegenen Gewichte der immer leistungsstärkeren Dampflokomotiven nicht mehr bewältigen konnte. Die Soo Line entschied sich daher für einen Neubau und eine neue Streckenführung, wodurch sich ab New Richmond auf etwa 30 Kilometern die Kurvenradien und Steigungen in Richtung Saint Paul reduzierten und die neue Brücke den Fluss einen Kilometer flussaufwärts vom alten Standort querte.

### Bau der Brücke durch die Soo Line 1910
An der Stelle der neuen Brücke bildet der Saint Croix River ein über 500 Meter breites Flussbett, das von mehreren Flussinseln durchzogen und von über 50 Meter hohen Steilhängen aus Sandstein begrenzt wird. Der beauftragte Brückenbauingenieur C.A.P. Turner entwarf daher eine eingleisige Fachwerk-Bogenbrücke aus fünf Dreigelenkbögen, die er mit Trestle-Brücken (Gerüstpfeilerviadukte) zu den Steilhängen hin ergänzte und die die Gleisebene in 55 m Höhe über normalem Wasserstand führt. Im Sommer 1910 wurde mit dem Bau der Fundamente begonnen. Dazu dienten für den Betontransport eine temporäre Behelfsbrücke und eine Materialseilbahn. Zwischen Oktober 1910 und Juni des Folgejahres errichtete man den von der American Bridge Company hergestellten Stahl-Überbau. Dies erfolgte von beiden Ufern aus, wodurch nach der Fertigstellung der ersten Bögen mit den weiteren größtenteils im Freivorbau fortgefahren werden konnte. Der erste Zug passierte die Brücke am 3. Juni 1911. Die alte Streckenführung bestand noch einige Jahre und die alte Brücke wurde erst 1916 abgerissen, die Brückenpfeiler von 1884 sind noch erhalten.

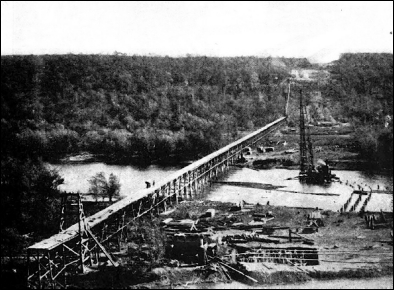
Behelfsbrücke für den Betontransport und Dampframme zur Pfahlgründung 1910
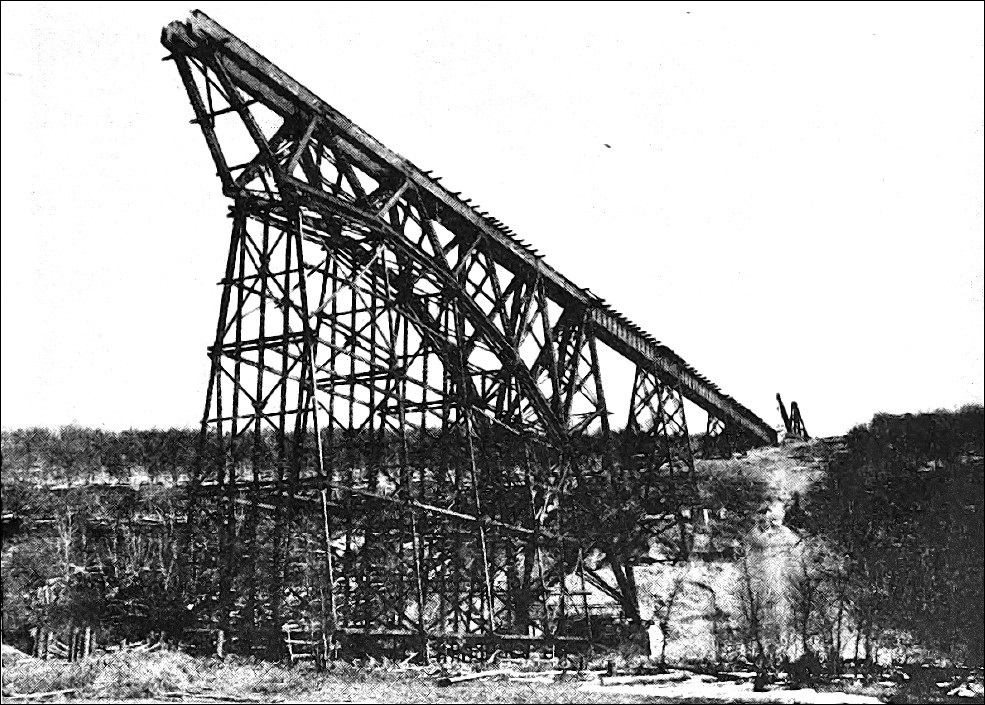
Errichtung der ersten Hälfte des östlichen Dreigelenkbogens 1910/11
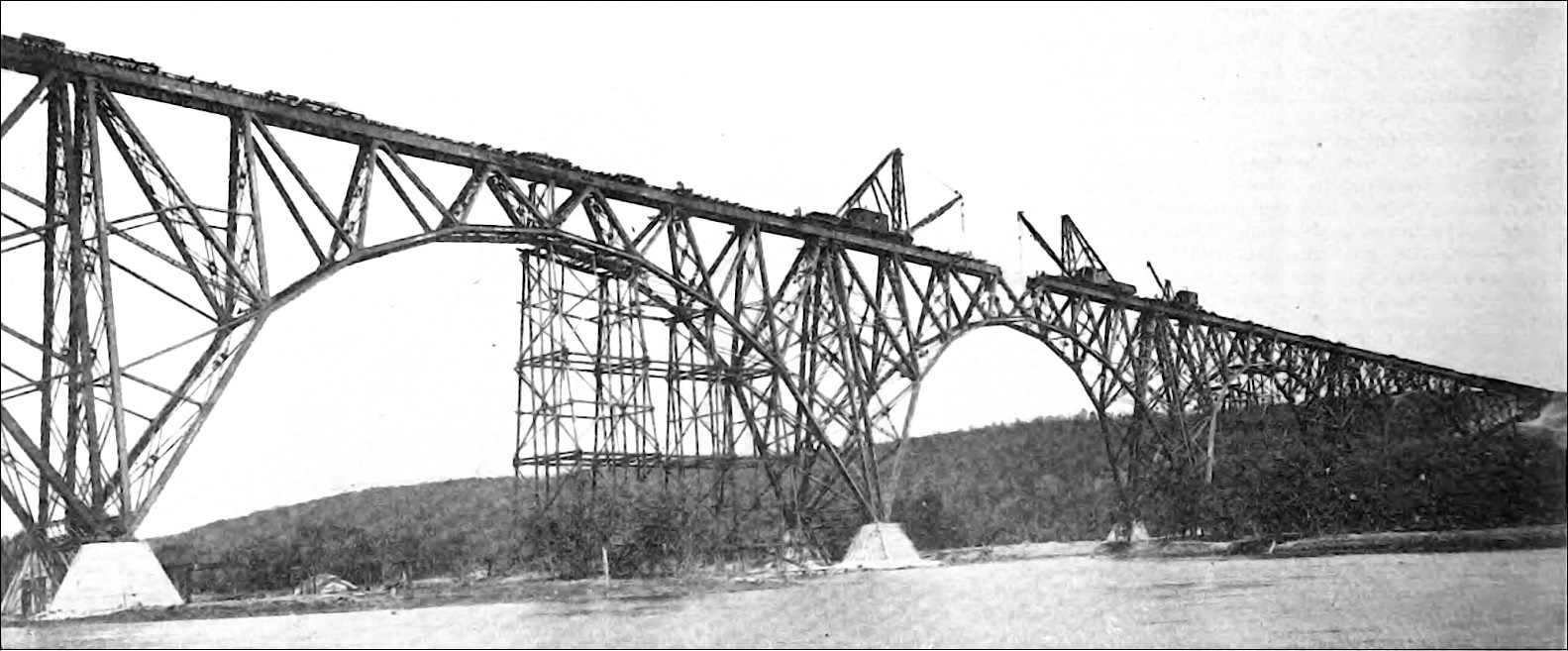
Fertigstellung des mittleren Bogens im Freivorbau 1911 mit Hilfe von Derrickkränen

### Eigentümerwechsel von der Canadian Pacific zur Canadian National 2001
Im Jahr 1961 reorganisierte die Canadian Pacific Railway mehrere ihrer Tochtergesellschaften und fusionierte die Minneapolis, St. Paul and Sault Ste. Marie Railway mit der Wisconsin Central Railroad und anderen Eisenbahngesellschaften zur Soo Line Railroad, die wiederum 1987 einen Großteil der ehemaligen Strecken der Wisconsin Central, einschließlich der Soo Line High Bridge, an ein Konsortium von Investoren veräußerte. Diese gründeten dazu eine Gesellschaft mit dem historischen Namen Wisconsin Central, die aber 2001 durch die Canadian National Railway übernommen wurde; die Canadian Pacific erwarb 1990 alle verbliebenen Anteile an der Soo Line Railroad, die seither als 100-%-Tochter für die US-Aktivitäten des kanadischen Eisenbahnkonzerns zuständig ist.
Im August 1977 wurde die Brücke ins National Register of Historic Places aufgenommen (NRHP# 77000056). Eine Überholung der über 100 Jahre alten Brücke erfolgte 2016, wobei die Betonsockel der Stahlbögen und Gerüstpfeiler ausgebessert und auf dem Überbau neue Gleise verlegt wurden.

## Beschreibung

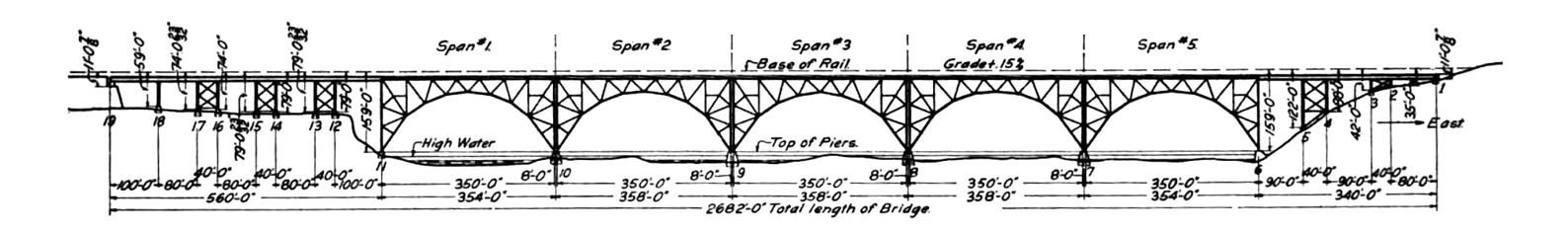
Schematische Zeichnung der Soo Line High Bridge von 1911 (links Westen, rechts Osten), Angaben in den angloamerikanischen Einheiten Fuß (′) und Zoll (″)

Die sich in Ost-West-Ausrichtung erstreckende Brücke gliedert sich in eine zentrale Bogenbrücke aus fünf 106,7 m langen Dreigelenkbögen, an die sich Trestle-Brücken von 103,6 m Länge auf der Ostseite und von 170,7 m auf der Westseite anschließen. Die Gleisebene wird in 55 m Höhe über normalem Wasserstand auf der Oberseite des Überbaus geführt. Die Stahlkonstruktion ruht auf Betonfundamenten, die die Enden der Fachwerkbögen und der Stahlgittermasten der Trestle-Brücken tragen, wobei diese aus je vier einzelnen Betonsockeln pro Bogen bzw. Mast bestehen; Ausnahme bildet der letzte Stahlpfeiler der Westseite, der nur zwei Sockel besitzt. Da die mittleren Sockel jeweils die Auflager von zwei benachbarten Bögen tragen, die im Abstand von etwa 2,4 m angebracht sind, ergibt sich eine Gesamtlänge der Stahlkonstruktion von rund 817 m zwischen den Widerlagern.

### Fachwerkbögen

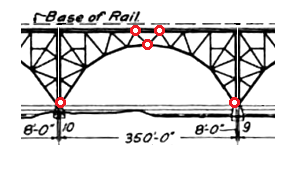
Schematische Darstellung der Dreigelenkbögen mit ihren fünf Lagern. An den Sockeln und am Bogenscheitel (Untergurt) befinden sich jeweils Drehgelenke, im Obergurt zwei Gleitlager (unter Belastung blockieren diese und es entsteht ein Zweigelenkbogen)

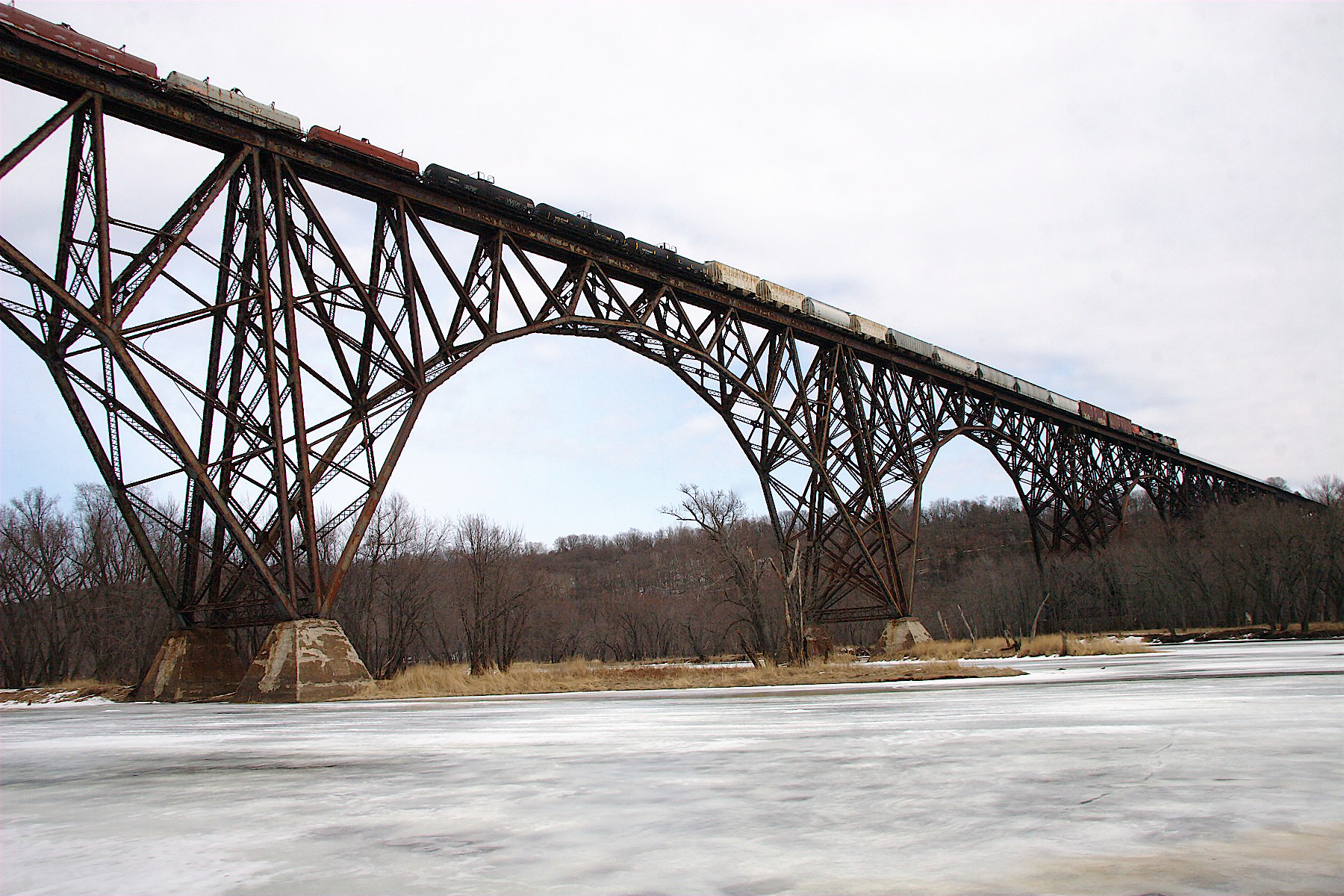
Ein Güterzug beim Überqueren der Brücke im März 2009

Bei der Stahlkonstruktion der Bögen bilden die Untergurte einen Dreigelenkbogen, dessen Scheitelpunkt sich 38 m über die Kämpferlinie erhebt (Auflager auf den Betonsockeln). Dieser ist mit dem horizontal verlaufenden Obergurt durch das Fachwerk zu einer Spandrille ausgesteift. Der Obergurt besteht aus 1,5 m hohen Vollwandträgern, die Konstruktionshöhe beträgt dadurch an den Außenseiten 47 m und am Scheitelpunkt 7,6 m. Die Mittellinien der Obergurte haben einen Abstand von 2,7 m, die der Untergurte von 18 m in Höhe der Auflager. Die Untergurte sind an ihren Enden sowie am Scheitelpunkt mit Bolzenverbindungen drehbar gelagert, wodurch ein Dreigelenkbogen entsteht. Am mittleren Element der Obergurte sind jeweils horizontale Gleitlager integriert, die unter dem Eigengewicht der Stahlkonstruktion temperaturbedingte Bewegungen zulassen. Unter Belastung bei Zugverkehr blockieren diese und es entsteht ein Zweigelenkbogen. Die Fundamente der Bögen bestehen aus 13 m hohen pyramidenförmigen Betonsockeln mit Grundflächen von bis zu 11 m × 10 m, die etwa 4 m aus dem Boden bzw. über Niedrigwasser hinausragen. Die mittleren Sockel, die jeweils zwei Bögen tragen, sind im Untergrund mittels Pfahlgründung verankert, wobei pro Sockel 110 Pfähle bis zu 24 m in den Boden getrieben wurden, die 1,5 m in die Fundamente hinein ragen.

### Trestle-Brücken
Die Stahl-Trestle-Brücken der Zufahrten bestehen aus 2,7 m hohen Vollwandträgern, die gleich der Obergurte der Bögen in einem Abstand von 2,7 m auf mehreren Stahlmasten unterschiedlicher Höhe ruhen. Die Länge der Träger variiert von 12 m auf den Masten bis zu 30 m zwischen ihnen. Die Höhe der Stahlgittermasten nimmt zu den Rändern des Tals von 37 m auf 11 m ab, wobei der Unterschied auf der Ostseite stärker ausgeprägt ist und die Betonsockel hier teilweise in unterschiedlichen Höhen liegen. Alle Sockel der Masten stehen gleich der äußeren Fundamente der Bögen direkt auf dem hier vorliegenden Sandsteinuntergrund der Talränder.